# Ali Pascha av Tepelenë
Ali Pascha bin Veli Tepelenë, med epitetet Lejonet av Janina, född på 1740-talet, död den 5 februari 1822, var en albansk politiker och adelsman. Han var de facto självständig furste över den västra delen av Rumelien, det osmanska rikets europeiska territorium mellan 1788 och 1822. Hans huvudstad var Ioannina. Han var en framgångsrik om än grym administratör och Ioannina blev en av Greklands rikaste städer under hans tid.

## Uppväxt och tidig karriär
Ali Pascha föddes i en inflytelserik klan i byn Hormove i södra Albanien, nära staden Tepelenë där hans far Veli var hövding (bej). Familjen förlorade mycket av sin politiska och materiella status medan Ali fortfarande var barn, och sedan hans far mördats 1758, bildade Alis mor Hamko ett rövarband, där sonen fick ett rykte som en ökänd ledare. Detta fick de osmanska myndigheterna att öppna ögonen för Ali, som därmed kunde påbörja en lysande karriär i den turkiska statsapparatens tjänst. 
Ali startade sin tjänstgöring i den osmanska administrationen med att hjälpa paschan av Negroponte (Eubea) att kväsa ett uppror i Shkodra och 1768 allierade han sig med samt gifte han sig med dottern till den förmögne paschan av Delvina. Hans bana fortsatte som ställföreträdare åt generalguvernören av Rumelien. Han installerades 1787 som pascha över Trikala som belöning för sina insatser i sultanens krig mot Österrike.

## Ali Pascha som furste
Kort därefter, 1788 närmare bestämt, gjorde han sig till guvernör över provinsen Yanya (Epirus), som skulle bli kärnan i hans välde de närmaste 33 åren. Han utnyttjade den svaga osmanska centralregeringen för att ytterligare utöka sitt territorium tills han lade större delen av Albanien, västra Grekland, Thessalien, Peloponessos samt Eubea under sig. Han var år 1800 ansvarig för dränkningen av sexton kvinnor för äktenskapsbrott, däribland Kyra Frosini.
Ali Paschas mål var att bryta sig ur det Osmanska riket, och 1820 hade han inrättat ett rike som sträckte sig från Albanien till Peloponnesos. När nyheten om hans avsikter att skapa en grekisk-albansk stat spred sig skickade den osmanske sultanen Mahmud II sina trupper mot honom. Efter en lång belägring av borgen i Ioannina gick Ali Pascha med på att möta den turkiske överbefälhavaren på ön Nisi (Nísos Ioannínon) den 24 januari 1822, och blev där mördad. Detta mord utnyttjades litterärt av Alexandre Dumas den äldre i Greven av Monte Cristo som ett centralt inslag i grevens hämndintriger.